# Вулиця 7-ма Пересипська
Вулиця 7-ма Пересипська — одна із вулиць Одеси, розташована в Пересипському районі. Бере початок від вулиці Чорноморського козацтва й закінчується вулицею Професора Каришковського.
Прилучаються вулиці Професора Каришковського, 1-й Чорноморський провулок, 3-й Чорноморський провулок, 8-й Чорноморський провулок, 2-га Пересипська, 3-тя Пересипська, 8-ма Пересипська, Жевахова, Долинська, Локомотивна та Отамана Головатого.

## Медичні заклади
- Одеська міська лікарня ветеринарної медицини — 7-ма Пересипська, 6

## Транспорт
На вулиці 7-ма Пересипська зупиняються:
- Трамваї: 1, 1к, 7
- Автобуси: 15Т, 31, 34, 529

## Галерея

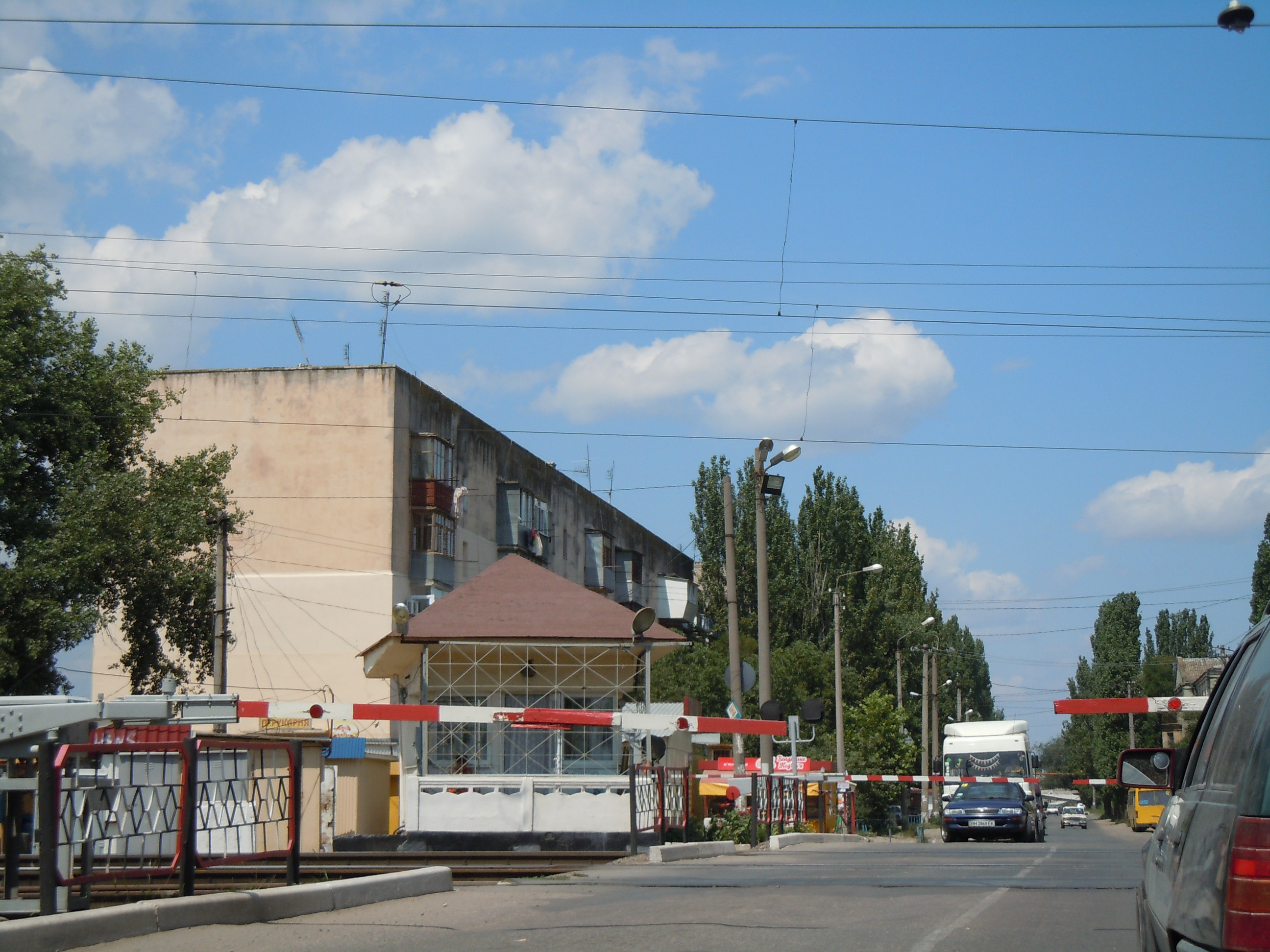
Переїзд на 7-й Пересипській
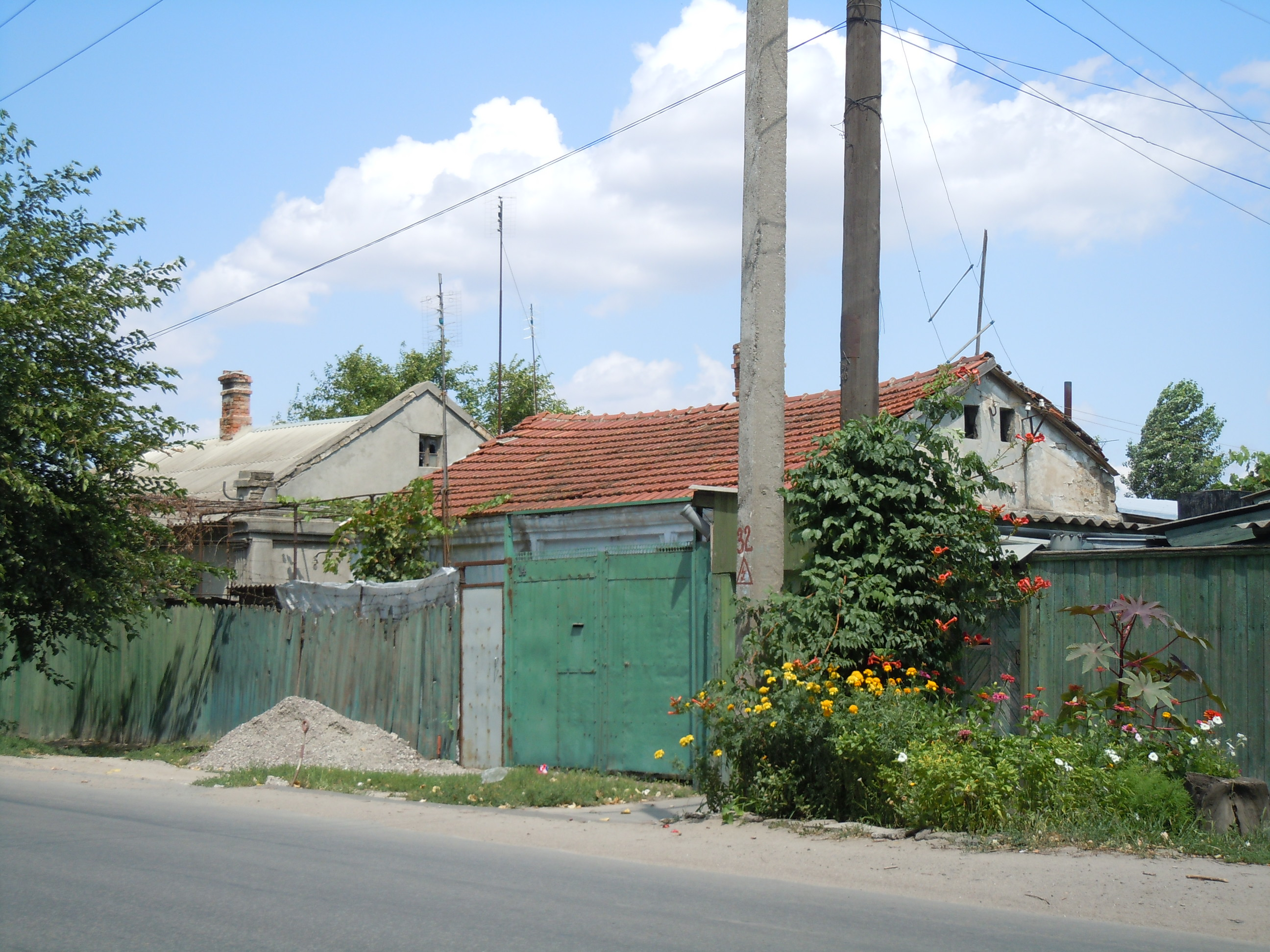
Типові будинки на 7-й Пересипській
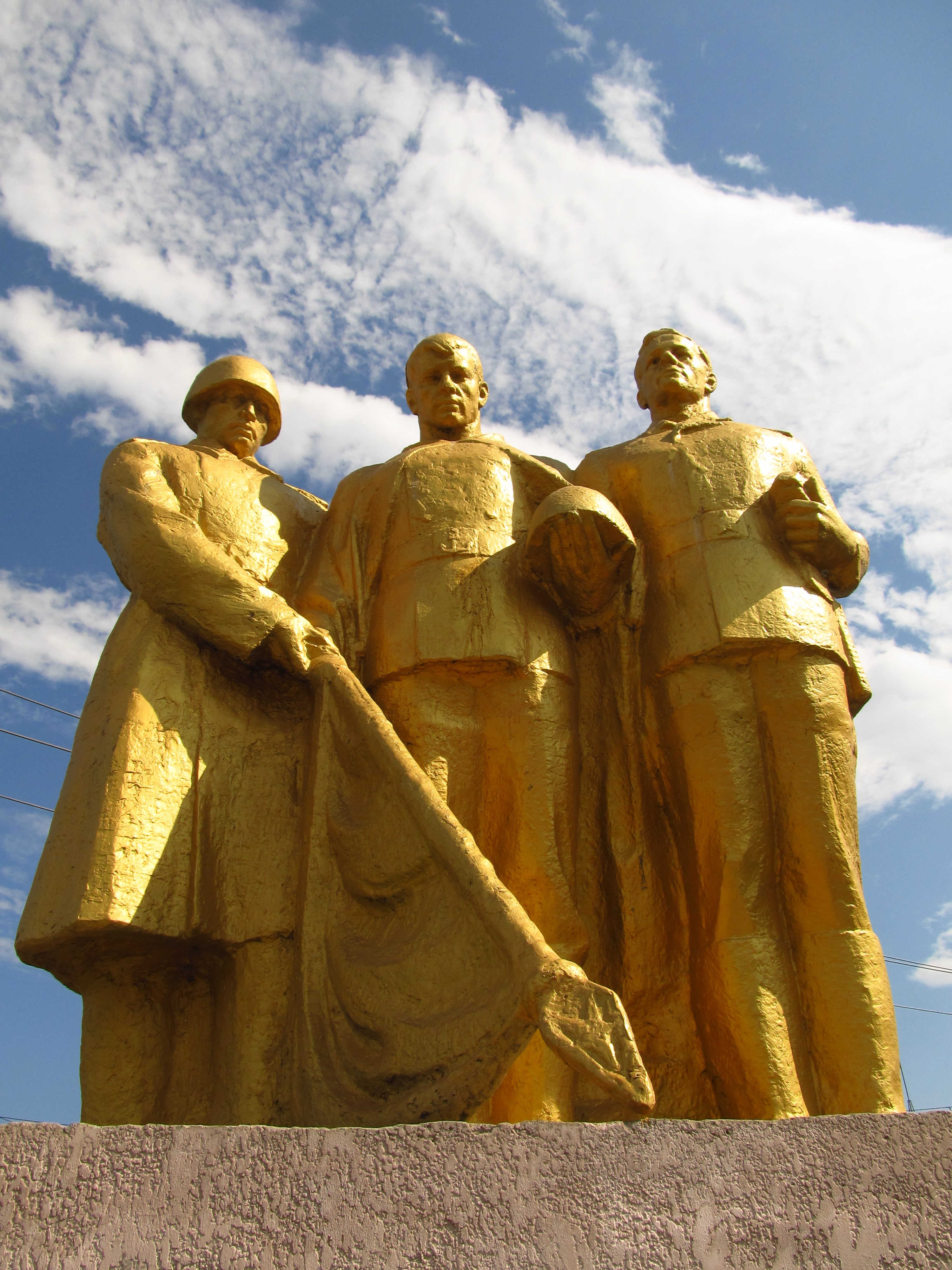
Пам'ятник робітникам заводу «Більшовик», розташований на вулиці Професора Каришковського, ріг 7-ї Пересипської